# 62-й арсенал (Україна)
62-й арсенал (в/ч А1201) — база зберігання боєприпасів Збройних сил України у Кіровоградській області.
Відноситься до охоронних об'єктів підвищеної вибухонебезпечності.

## Історія
Артилерійський склад, який забезпечував потреби діючої армії, був створений 19 лютого 1942 року під Сталінградом.
Від 1944 року склад перебував на місці постійної дислокації в Кіровоградській області.
Після відновлення незалежності України 62-й арсенал перейшов у підпорядкування міністерства оборони України.
В 1998, 1999, 2000 й 2001 рр. арсенал було звільнено від сплати земельного податку (на той час розмір земельної ділянки арсеналу складав 799,8 га).
В 2007 році 62-й арсенал Південного оперативного командування сухопутних військ України був одним з найбільших о'єктів зберігання боєприпасів збройних сил України, на майже 800 га його території зберігалося більше 74 тис. тонн боєприпасів
Станом на початок 2008 року, ремонтна база арсеналу мала можливість:
- виконувати ремонтні та регламентні роботи:
  - ракет 9М79, 9М79М, 9М79-1 класу "земля-земля" тактичного ракетного комплексу "Точка";
  - протитанкових керованих ракет; гранатометних пострілів до РПГ-7 й СПГ-9, їх комплектуючих та ЗІП[2]
- виконувати утилізацію боєприпасів: турбореактивних снарядів до реактивних систем залпового вогню БМ-21 и БМ-24[2]
- надавати послуги військово-технічного призначення:
  - виконувати роботи з ремонту, регламентному обслуговуванню й утилізації боєприпасів за місцем знаходження замовників[2]

Станом на початок липня 2009 року арсенал був одним з трьох найбільших складів боєприпасів у центральній Україні, займав площу більше 520 га й мав можливість розмістити на своїй території приблизно 95 тисяч тонн різноманітних боєприпасів. Від 3 липня 2009 року відповідно до розпорядження міністерства оборони України до 62-го арсеналу почали переміщувати боєприпаси з 61-го арсеналу Південного оперативного командування сухопутних військ України, розташованого поблизу міста Лозова Харківської області (який почали розформовувати восени 2008 року), до 7 серпня 2009 року було переміщено близько 200 тонн боєприпасів, в подальшому переміщення боєприпасів було призупинене.